# Topònims de la Torre d'Eroles
Llista de topònims de l'antic poble de la Torre d'Eroles, en el terme municipal d'Abella de la Conca, al Pallars Jussà presents a la Viquipèdia.

## Edificis

### Masies (pel que fa a l'edifici)
| - Cal Bigorra - Casa Birrillo - Casa Coix - Cal Fagina | - Casa Girvàs - Masia Gurdem - Casa Jaumillo - Cal Joquer | - Casa Junquer - Casa Manel - Cal Mateu - Cal Palou | - Cal Rafael - Cal Ramon - Cal Vidal |

## Geografia

### Boscs
| - Bosc d'Abella | - Els Rebolls del Joquer | - Matacoix |  |

### Colls, collades, graus i passos
| - Coll d'Allí - Coll des Eres | - Coll de Guinera - Coll Nadilla | - Grau de Queralt - Collada de la Serra del Pi | - Collada Sobirana |

### Corrents d'aigua (barrancs, canals, llaus, rases, rius i torrents)
| - Riu d'Abella | - Barranc de la Torre |  |  |

### Costes de muntanya
| - Costa de les Basses (a la Torre d'Eroles) | - Costa del Batista | - Costa de la Font |  |

### Diversos (indrets i partides)
| - L'Argelagosa | - Lo Cadoll | - La Torre | - La Vinyassa |

### Entitats de població
- La Torre d'Eroles

### Masies (pel que fa al territori)
| Agrupades - Cal Fagina - Cal Mateu - Cal Palou - Cal Ramon | Disperses - Cal Bigorra - Casa Birrillo - Casa Coix - Casa Girvàs - Masia Gurdem | - Casa Jaumillo - Cal Joquer - Casa Junquer - Casa Manel - Cal Rafael - Cal Vidal |

### Obagues
- Els Obagots

### Partides
| - Cal Joquer - Camí de Jomella - Carrànima | - Casa Junquer - Girvàs - La Mata | - Matacoix - Obac de Carrànima | - La Torre d'Eroles - Torre Montell |

### Roques
- Pedra Blanca

### Serres
| - Serrat de les Alzineres | - Serra de Carreu |  |  |

### Solanes
| - Solana del Joquer | - Solà de la Torre |  |  |

### Vies de comunicació
| - Carretera del Bosc d'Abella | - La Drecera | - Pista de la Torre |